# Werner Dürrleder
Werner Dürrleder (* 7. August 1934; † 25. November 2011) war ein deutscher Fußballspieler und -trainer.

## Werdegang
Zwischen dem 17. März 1957, dem Meisterschaftsstart gegen Chemie Zeitz (3:1), und dem 30. Mai 1957 absolvierte Dürrleder acht Pflichtspiele für den von Heinz Krügel trainierten aus der Oberliga abgestiegenen SC Empor Rostock. In der zweithöchsten Spielklasse brachte er es hierbei auf sechs Liga-Spiele für die Mecklenburger und hatte somit Anteil am direkten Wiederaufstieg der Rostocker ins Fußballoberhaus der DDR. Mit dem SC Empor Rostock zog Dürrleder zudem ins Finale des FDGB-Pokals ein. Einsätze erhielt er hierbei in der 1. Hauptrunde am 8. Mai 1957 gegen Lok Wittenberge (2:0) und am 30. Mai 1957 in der 2. Hauptrunde gegen die BSG Chemie Leuna (6:1). Der Zweitligist von der Ostsee unterlag letztlich im finalen Spiel gegen den Erstligisten SC Lokomotive Leipzig nach Verlängerung 1:2.
Zur Saison 1958 wechselte Dürrleder ligaintern zu Stahl Stalinstadt (Eisenhüttenstadt) und stieg am Ende der Saison in die dritthöchste Spielklasse der DDR, der II. DDR-Liga, ab. 1960 gelang der Aufstieg in die Zweitklassigkeit, welche er bis zum Ende seiner aktiven Laufbahn 1964 auch hat halten können.

## Nach der aktiven Laufbahn
Ab Saison 1964/65 übernahm Werner Dürrleder das Amt des Übungsleiters beim in die Bezirksliga abgestiegenen SC Frankfurt/Oder. Ein Jahr später erfolgte ein Wechsel zur FSG Dynamo Frankfurt und 1966 ein Wechsel zur BSG Aufbau Eisenhüttenstadt. Mit den Eisenhüttenstädter gelang 1967 der Staffelsieg in der Bezirksklasse und somit der Aufstieg in die Fußball-Bezirksliga Frankfurt (Oder).